# Nafona
Nafona är en ort i Burkina Faso.   Den ligger i regionen Cascades, i den sydvästra delen av landet, 400 km sydväst om huvudstaden Ouagadougou. Nafona ligger 312 meter över havet och antalet invånare är 773.
Terrängen runt Nafona är platt. Närmaste större samhälle är Niangoloko, 11,5 km öster om Nafona. 
Omgivningarna runt Nafona är en mosaik av jordbruksmark och naturlig växtlighet. Runt Nafona är det glesbefolkat, med 13 invånare per kvadratkilometer.